# Ruellia violacea
Ruellia violacea är en akantusväxtart som beskrevs av Jean Baptiste Christophe Fusée Aublet. Ruellia violacea ingår i släktet Ruellia och familjen akantusväxter. Inga underarter finns listade i Catalogue of Life.